# Сиворакша сулавеська
Сивора́кша сулавеська (Coracias temminckii) — вид сиворакшоподібних птахів родини сиворакшових (Coraciidae).

## Назва
Вид названо на честь нідерландського орнітолога Конрада Якоба Темінка

## Поширення
Ендемік Індонезії. Поширений на островах Сулавесі, Бангка, Лембех, Мантераву, Муна та Бутунг. Живе у тропічних рівнинних дощових лісах.

## Опис
Птах завдовжки до 40 см. Черево, груди та маківка голови блідо-сині. Спина та крила зелені. Частина крил та хвіст темно-сині. Ділянка навколо очей синьо-фіолетова. Дзьоб чорний.